# Saint-Ouën-des-Toits
Saint-Ouën-des-Toits är en kommun i departementet Mayenne i regionen Pays de la Loire i nordvästra Frankrike. Kommunen ligger i kantonen Loiron som tillhör arrondissementet Laval. År 2022 hade Saint-Ouën-des-Toits 1 782 invånare.

## Befolkningsutveckling
Antalet invånare i kommunen Saint-Ouën-des-Toits
| Referens: INSEE |